# El castillo de la pureza
El castillo de la pureza es una película mexicana dramática de 1972 dirigida por Arturo Ripstein y escrita por Ripstein y José Emilio Pacheco, La película, basada en un caso real, se enfoca en la vida de una familia que, por órdenes del patriarca, permanecen encerrados en una casa en la Ciudad de México. Está protagonizada por Claudio Brook, María Rojo, Rita Macedo, Arturo Beristáin y Diana Bracho.Tuvo su estreno en cines el 10 de mayo de 1973.
La película ganó 5 Premios Ariel, incluyendo Mejor Dirección y Mejor Película, premio que compartió con Mecánica Nacional y Reed, México Insurgente. 

## Argumento
Gabriel Lima, un químico que fabrica raticidas, está convencido de que el mundo exterior es dañino para su familia. Por lo tanto, mantiene encerrados a su esposa Beatriz y a sus tres hijos en una casa grande. La frágil situación cambia cuando se da cuenta de que sus hijos, Porvenir, Utopía y Voluntad, están entrando en la adolescencia.

## Reparto
- Claudio Brook - Gabriel Lima
- Rita Macedo - Beatriz
- Arturo Beristáin - Porvenir
- Diana Bracho - Utopía
- Gladys Bermejo - Voluntad
- María Rojo - Joven en la tienda
- David Silva - Inspector
- María Barber - Vecina

## Premios y reconocimientos
| Año  | Premio                                       | Categoría                   | Nominación                            | Resultado |
| ---- | -------------------------------------------- | --------------------------- | ------------------------------------- | --------- |
| 1973 | Premio Ariel                                 | Mejor Película              | El castillo de la pureza              | Ganador   |
| 1973 | Premio Ariel                                 | Mejor Dirección             | Arturo Ripstein                       | Ganador   |
| 1973 | Premio Ariel                                 | Mejor Guion Cinematográfico | Arturo Ripstein y José Emilio Pacheco | Ganadores |
| 1973 | Premio Ariel                                 | Mejor Coactuación Masculina | Arturo Beristáin                      | Ganador   |
| 1973 | Premio Ariel                                 | Mejor Coactuación Femenina  | Diana Bracho                          | Ganadora  |
| 1973 | Premio Ariel                                 | Mejor Escenografía          | Manuel Fontanals                      | Ganador   |
| 1973 | Premio Ariel                                 | Mejor Edición               | Eufemio Rivera                        | Nominado  |
| 1973 | Premio Ariel                                 | Mejor Fotografía            | Alex Phillips                         | Nominado  |
| 1973 | Premio Ariel                                 | Mejor Decoración            | Lucero Isaac                          | Nominada  |
| 1973 | Premio Ariel                                 | Mejor Argumento Original    | Arturo Ripstein y José Emilio Pacheco | Nominados |
| 1974 | Festival Internacional de Cine de Valladolid | Mejor Película              | Arturo Ripstein                       | Nominado  |